# Srbija i Crna Gora na Dječjoj pjesmi Eurovizije
Srbija i Crna Gora na Dječjoj pjesmi Eurovizije pojavila se samo jedanput, godine 2005. Sljedeće godine nastupala je Srbija, a neovisna Crna Gora još nije.

## Predstavnici
- 2005.: Filip Vučić  (Nikšić, 11. srpnja 1995.) | Ljubav, pa fudbal | 13. mjesto (23 boda)